# Valeri Marí
Valeri Marí (en llatí Valerius Marinus) va ser un magistrat romà del segle i. Formava part de la gens Valèria, una antiga gens romana d'origen sabí.
Va ser nomenat cònsol per l'emperador Galba per exercir l'any 69, però la mort de l'emperador ho va impedir. Aule Vitel·li, el nou emperador, no li va reconèixer el càrrec. Tàcit a la seva Història, menciona el fet.